# تعظم منتبذ
التعظم المنتبذ (اختصارًا HO) هو العملية التي تتكون من خلالها أنسجة العظام خارج الهيكل العظمي في العضلات والأنسجة الرخوة.

## الأعراض
في حالة التعظم المنتبذ الرضحي (التهاب العضل العظمي الرضحي)، قد يشكو المريض من تورم دافئ وحنط وحازم في العضلات ونطاق حركة منخفض في المفصل الذي تخدمه العضلة المعنية. غالبًا ما يكون هناك تاريخ لضربة أو صدمة أخرى في المنطقة قبل بضعة أسابيع إلى بضعة أشهر. المرضى الذين يعانون من إصابات عصبية رضحية أو اضطرابات عصبية شديدة أو حروق شديدة يعانون من تعظم متغاير يعانون من تقييد الحركة في المناطق المصابة.

## الأسباب
يمكن أن يحدث التعظم المنتبذ بدرجات متفاوتة من الشدة بسبب الجراحة أو الصدمة في الوركين والساقين. حوالي كل مريض من أصل ثلاثة لديهم تقويم مفصل الورك (استبدال المفصل) أو كسر حاد في العظام الطويلة في أسفل الساق سوف يصاب بتعظم غير متجانس، ولكن أعراضه غير شائعة. ما بين 50% و 90% من المرضى الذين طوروا تعظمًا منتبذ بعد عملية رأب مفصل الورك السابقة سيطورون تعظمًا إضافيًا غير متجانس.
غالبًا ما يحدث التعظم المنتبذ في المرضى الذين يعانون من إصابات في الدماغ أو النخاع الشوكي، أو اضطرابات عصبية خطيرة أخرى أو حروق شديدة، وغالبًا ما يكون حول الوركين. الآلية غير معروفة. قد يكون هذا هو السبب وراء الانطباع السريري بأن إصابات الدماغ تسبب تسريع التئام الكسور.
هناك أيضًا اضطرابات وراثية نادرة تسبب التعظم المنتبذ مثل خلل التنسج الليفي العظمي التدريجي (FOP)، وهي حالة تؤدي إلى استبدال أنسجة الجسم المصابة بعظم متغاير. يظهر بشكل مميز في إصبع القدم الكبير عند الولادة، حيث يتسبب في تكوين عظم غير متجانس في جميع أنحاء الجسم على مدار حياة المريض، ما يسبب ألمًا مزمنًا ويؤدي في النهاية إلى تجميد وانصهار معظم الهيكل العظمي عن طريق النمو غير الطبيعي للعظام.
اضطراب وراثي نادر آخر يسبب التعظم المنتبذ هو التنسج العظمي التدريجي (POH)، وهي حالة تتميز بالتعظم الجلدي أو تحت الجلد.

## التشخيص
خلال المرحلة المبكرة، لن تكون الأشعة السينية مفيدة نظرًا لعدم وجود الكالسيوم في البنية. (في حالة النوبة الحادة غير المعالجة، سوف تمر من 3 إلى 4 أسابيع بعد ظهورها قبل أن تكون الأشعة السينية إيجابية). الاختبارات المعملية المبكرة ليست مفيدة للغاية. سيرتفع الفوسفاتاز القلوي في مرحلة ما، ولكن في البداية قد يرتفع قليلًا فقط، ثم يرتفع لاحقًا إلى قيمة عالية لفترة قصيرة. ما لم تجرى الاختبارات الأسبوعية، قد لا يكشف عن قيمة الذروة هذه. لا يفيد في المرضى الذين أصيبوا بكسور أو انصهار العمود الفقري مؤخرًا، لأنهم سيسببون ارتفاعات.
الاختبار التشخيصي الوحيد النهائي في المرحلة الحادة المبكرة هو فحص العظام، والذي سيظهر التعظم غير المنتبذ 7-10 أيام قبل الأشعة السينية. قد يكون فحص العظام ثلاثي المراحل هو الطريقة الأكثر حساسية للكشف المبكر عن تكوين العظام غير المتجانس. ومع ذلك، فإن الشذوذ الذي يكتشف في المرحلة المبكرة قد لا يتطور إلى تكوين عظم منتبذ. اكتشاف آخر، غالبًا ما يُساء تفسيره على أنه تكوين عظم منتبذ مبكر، هو زيادة الامتصاص (المبكر) حول الركبتين أو الكاحلين في مريض يعاني من إصابة حديثة جدًا في النخاع الشوكي. ليس من الواضح بالضبط ما يعنيه هذا، لأن هؤلاء المرضى لا يطورون تكوين عظمي متغاير. وقد افترض أن هذا قد يكون مرتبطًا بالجهاز العصبي اللاإرادي وسيطرته على الدورة الدموية.
عندما يكون العرض الأولي عبارة عن تورم وزيادة في درجة الحرارة في الساق، فإن التشخيص التفريقي يشمل التهاب الوريد الخثاري. قد يكون من الضروري إجراء كل من مسح العظام وتصوير الوريد للتمييز بين التعظم غير المتجانس والتهاب الوريد الخثاري، بل ومن الممكن أن يكون كلاهما موجودًا في وقت واحد. في التعظم غير المتجانس، يميل التورم إلى أن يكون قريبًا وموضعًا بدرجة أكبر، مع وجود وذمة صغيرة أو معدومة في القدم / الكاحل، بينما في التهاب الوريد الخثاري يكون التورم أكثر انتظامًا في جميع أنحاء الساق.